# Довгий язик
«Довгий язик» (рос. Длинный язык) — оповідання російського письменника Антона Павловича Чехова, уперше опубліковане в 1886 році.

## Історія публікації та критика
Оповідання А. П. Чехова «Довгий язик» написано у 1886 році, уперше опубліковано в 1886 році в журналі «Осколки» № 39 від 27 вересня з підписом А. Чехонте, яке увійшло до зібрання творів письменника, виданого А. Ф. Марксом. Оповідання було надруковано з цензурними правками, про що свідчить лист Білібіна, колишнього секретаря редакції журналу «Осколки», який писав Чехову: «Цензор зарізав Вам «Довгий язик»!».
А. П. Чехов до 1888 року не був у Криму, а знайомство з обстановкою на курорті він отримав від бесід з В. І. Левітаном, який у 1886 році бував у Чехових в Бабкіно після відпочинку в Криму.
За життя Чехова оповідання перекладалося болгарською, німецькою, норвезькою, сербсько-хорватською та фінською мовами.
Критика не обійшла увагою оповідання. Критик В.В. Білібін у 1886 році писав у листі Чехову: «За „Довгий язик“ схвалюю. Добре». М.К. Михайловський вважав оповідання прикладом ставлення Чехова до ситуацій, у яких немає нічого особливо кумедного. В оповіданні, як писав критик, показаний «безтурботно веселий, благодушний, поверхневий і, якщо завгодно, примирливий сміх» і «нічого крім сміху» не мається на увазі — «лише б було смішно».

## Сюжет
Дія оповідання відбувається вдома в Наталії Михайлівни. Вона недавно приїхала з відпочинку в Ялті й розповідає чоловікові Васі, яку вона бачила красу в Криму. Чоловік її уважно слухає й ставить питання. Він поцікавився цінами в Ялті, але дружина сказала, що їй вдалося зняти номер за двадцять рублів на добу на двох з Юлією Петрівною. З нею вони й оглядали природу Криму. У поїздку на гору Ай-Петрі вони брали коня й провідника — татарина на ім'я Маметкул. До неросійських Наталія Михайлівна має упередження, але й подруга, що зображала із себе святу, показала себе з несподіваного боку. Юлія Петрівна під час їхньої поїздки на гору з провідником — татарином прикинулася хворою й закричала: «Ох, ... вмираю! Погано! Не можу далі їхати!» І попросила Наталю Михайлівну з її Сулейманом повернутися в місто й привезти їй на гору бестужівських крапель. Коли Вася став з'ясовувати — хто цей Сулейман, то дружина обурилася, сказавши, що не потерпить підозр. Її Сулейман був слухняним провідником, і вона йому "навіть у найбільш патетичних місцях ...говорила: «А все-таки ти не повинен забувати, що ти тільки татарин, а я дружина статського радника!»
Особливо Наталію Михайлівну обурила Юлія за те, що, коли вона покликала до себе ввечері Маметкула, пасію Юлії, і провела з ним вечір, то раптом примчала Юлія й «зробила їм сцену». Вася висловив думку, що дамам там весело жити. Юлія на це образилася: «Я знаю, про що ти думаєш! Завжди в тебе такі бридкі думки!» Після цього вона замовкла.

## Екранізація
У 1966 році розповідь була екранізована короткометражним фільмом режисера Андрія Смирнова. Головні ролі зіграли Микита Михалков і Нонна Терентьєва.
У 2006 році вийшов однойменний короткометражний фільм режисера Катерини Гроховської. У ролі Надійки - Глафіра Тарханова.